# Chatsworth House
Chatsworth House is een groot landhuis in Derbyshire, Engeland. 
Het huis is de zetel van de hertog van Devonshire en sinds 1549 thuisbasis van de familie Cavendish. De inrichting van het huis bevat collecties schilderijen, meubelen, sculpturen, boeken en andere kunstvoorwerpen. Chatsworth House is meerdere malen verkozen tot meest aantrekkelijk landhuis van het Verenigd Koninkrijk.

## Naam
De naam 'Chatsworth House' is een verbastering van 'Chetel's-worth', wat 'Het Hof van de Chetel' betekent.

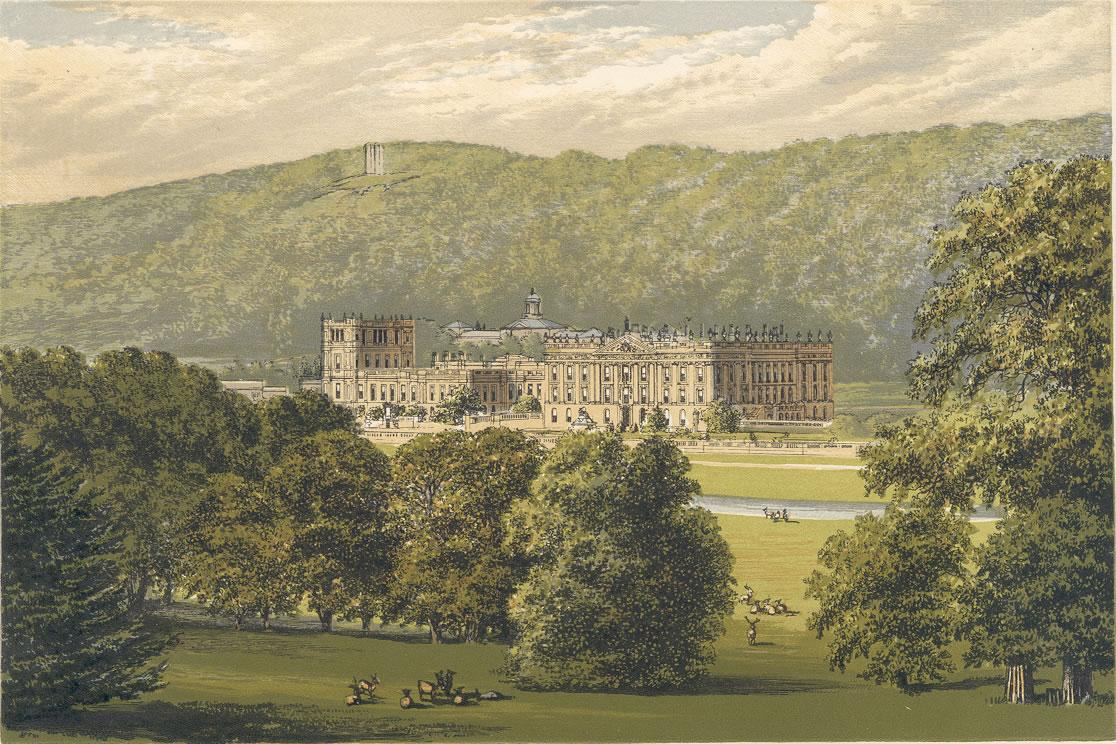
Chatsworth House vanuit het zuidwesten in circa 1880